# Баланзак
Баланзак (фр. Balanzac) насеље је и општина у западној Француској у региону Поату-Шарант, у департману Приморски Шарант која припада префектури Сент.
По подацима из 2011. године у општини је живело 520 становника, а густина насељености је износила 40,78 становника/km². Општина се простире на површини од 12,75 km². Налази се на средњој надморској висини од 34 метара (максималној 39 m, а минималној 17 m).

## Демографија
| 1962. | 1968. | 1975. | 1982. | 1990. | 1999. | 2011. |
| ----- | ----- | ----- | ----- | ----- | ----- | ----- |
| 353   | 360   | 331   | 348   | 355   | 343   | 520   |

График промене броја становника у току последњих година